# Hirondelle à gorge fauve
Petrochelidon rufigula
Espèce
Statut de conservation UICN

 LC  : Préoccupation mineure
L'Hirondelle à gorge fauve (Petrochelidon rufigula) est une espèce de passereaux de la famille des Hirundinidae. Son aire de répartition s'étend sur le Cameroun, le Gabon, la République du Congo, la République démocratique du Congo, l'Angola, la Zambie. Elle est aussi signalée au Togo, et en Éthiopie.
C'est une espèce monotypique (non subdivisée en sous-espèces). Elle est parfois classée dans le genre Hirundo.